# Tomasz Śnieg

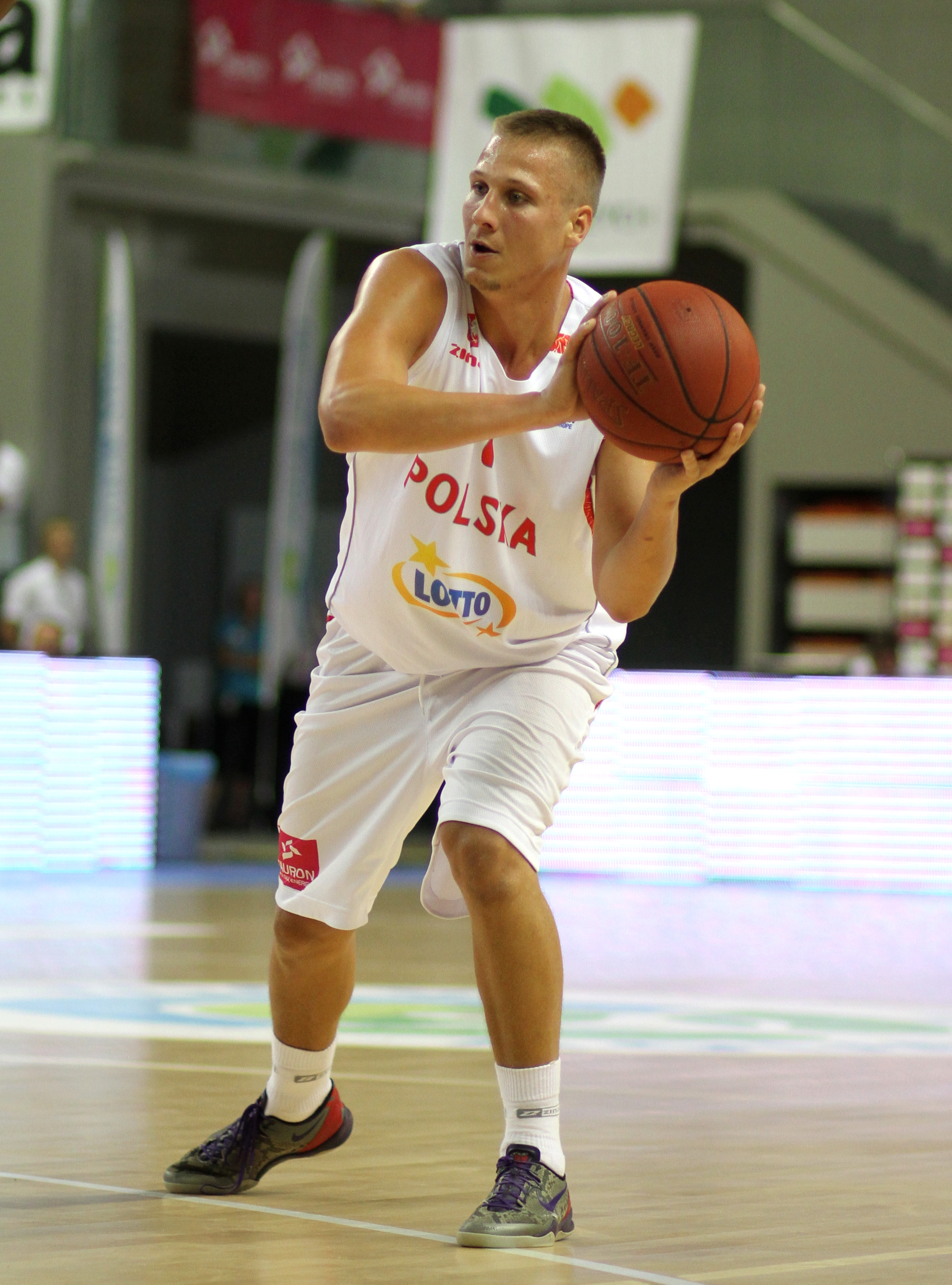
Tomasz Śnieg w barwach kadry Polski (2014)

Tomasz Śnieg (ur. 3 czerwca 1989 w Jaworznie) – polski koszykarz występujący na pozycji rozgrywającego, od 2023 zawodnik Tauron GTK Gliwice.
W sezonie 2009/2010 występował w Polskiej Lidze Koszykówki w zespole Polonii 2011 Warszawa. Na sezon 2010/2011 zawodnik związał się z innym zespołem ekstraklasy – AZS Koszalin, a w rozgrywkach 2011/2012 bronił barw starogardzkiej Polpharmy. Przed sezonem 2012/13 związał się umową z drużyną mistrza Polski, Asseco Prokomem Gdynia. W trakcie sezonu wypożyczony do Startu Gdynia, z wypożyczenia wrócił 25 stycznia 2013. Przed sezonem 2013/14 podpisał kontrakt z Energą Czarni Słupsk. 5 czerwca 2014 podpisał kolejny, dwuletni kontrakt z Energą.
2 stycznia 2016 roku podpisał umowę z zespołem Polskiego Cukru Toruń.
1 lipca 2019 został zawodnikiem PGE Spójni Stargard. 30 czerwca 2023 zawarł kontrakt z Tauron GTK Gliwice.

## Osiągnięcia
Stan na 30 czerwca 2023, na podstawie, o ile nie zaznaczono inaczej.
Drużynowe
- Mistrz Polski juniorów starszych (2008)
- Wicemistrz:
  - Polski (2017[10], 2019[11])
  - Polski Juniorów (2007)
- Brązowy medalista mistrzostw Polski (2018)
- Zdobywca:
  - Pucharu Polski (2018)
  - Superpucharu Polski (2018)[12]

Indywidualne
- Najlepszy Młody Zawodnik PLK (2010)[13]
- Uczestnik meczu gwiazd – Polska vs gwiazdy PLK (2010)
- Lider play-off PLK w średniej asyst (2011)

Reprezentacja
- Brązowy medalista mistrzostw Europy dywizji B:
  - U–20 (2009)
  - U–18 (2007)
- Uczestnik mistrzostw Europy U–18 (2006 – 6. miejsce, 2007)

## Statystyki
| Sezon     | Drużyna                    | M  | S5 | MPG  | FG%   | 3P%   | FT%   | RPG | APG | SPG | BPG | PPG  |
| --------- | -------------------------- | -- | -- | ---- | ----- | ----- | ----- | --- | --- | --- | --- | ---- |
| 2006/2007 | MCKiS JBL (II liga)        | 25 |    |      |       |       |       |     |     |     |     | 7,9  |
| 2007/2008 | Polonia 2011 (I liga)      | 29 |    | 24,8 | 43%   | 23%   | 72%   | 2,2 | 3,0 | 1,5 | 0,1 | 8,4  |
| 2008/2009 | Polonia 2011 (I liga)      | 39 |    | 26,6 | 46%   | 25%   | 73%   | 2,5 | 3,8 | 1,5 | 0,1 | 10,6 |
| 2008/2009 | AZS Politechnika (II liga) | 3  |    | 12,3 | 43%   | 0%    | 100%  | 0,7 | 1,7 | 0,0 | 0,0 | 5,3  |
| 2009/2010 | Polonia 2011 (PLK)         | 26 | 25 | 31,0 | 48,5% | 19,4% | 71,2% | 2,1 | 4,3 | 1,5 | 0,0 | 12,3 |
| 2009/2010 | AZS Politechnika (I liga)  | 1  |    | 22,0 | 20%   | 0%    | 62%   | 1,0 | 5,0 | 0,0 | 0,0 | 7,0  |
| 2010/2011 | AZS Koszalin (PLK)         | 27 | 6  | 19,6 | 49%   | 33%   | 70%   | 2,1 | 2,7 | 0,6 | 0,0 | 6,4  |
| 2011/2012 | Polpharma (PLK)            | 36 | 22 | 21,6 | 48%   | 33%   | 82%   | 2,1 | 2,6 | 0,6 | 0,0 | 7,5  |